# Oxyporus pellicula
Oxyporus pellicula är en svampart som först beskrevs av Franz Wilhelm Junghuhn, och fick sitt nu gällande namn av Leif Ryvarden 1980. Oxyporus pellicula ingår i släktet Oxyporus, klassen Agaricomycetes, divisionen basidiesvampar och riket svampar.   Inga underarter finns listade i Catalogue of Life.